# Vaccinium adenochaetum
Vaccinium adenochaetum är en ljungväxtart som beskrevs av Herman Otto Sleumer. Vaccinium adenochaetum ingår i Blåbärssläktet, och familjen ljungväxter. Inga underarter finns listade i Catalogue of Life.